# I Know What You Did Last Summer (romance)
I Know What You Did Last Summer (no Brasil, Eu Sei O Que Vocês Fizeram no Verão Passado) é um romance jovem-adulto de suspense escrito por Lois Duncan e publicado em 1973. Uma adaptação cinematográfica vagamente baseada no livro foi lançada em 1997.

## Contexto e publicação
I Know What You Did Last Summer foi publicado pela primeira vez em outubro de 1973 pela Little, Brown and Company em capa dura. Duncan teve a ideia do livro enquanto preparava o jantar e sua filha Kerry conversava com uma amiga na cozinha. Kerry contava sobre um garoto que a interessou, e sua amiga estava pensando no que vestir em seu próximo encontro. As duas perceberam que estavam falando sobre o mesmo garoto. Duncan começou a se perguntar o que aconteceria se "o menino tivesse se implantado deliberadamente na vida de duas garotas que ele sabia que eram amigas" e se "ele construísse uma personalidade diferente para apresentar a cada uma delas". Duncan mais tarde leu uma história sobre um atropelamento no jornal, o que a levou a incorporar uma no romance.
Em 5 de outubro de 2010, a Little Brown relançou o romance em brochura com atualizações para modernizar parte do conteúdo. I Know What You Did Last Summer estava no primeiro grupo de dez títulos diferentes que foram atualizados e relançados com essas mudanças. Na edição revisada, Duncan deu a seus personagens telefones celulares e atualizou algumas das suas escolhas de roupas. O conflito em que Collingsworth lutou mudou da Guerra do Vietnã para a Guerra do Iraque.
Um audiolivro, lido por Dennis Holland, foi lançado pela Hachette Audio em 2010 e apresenta o texto modernizado. Lizzie Matkowski, da Booklist, comentou que no início do audiolivro Holland "estabelece um senso de normalidade tanto no diálogo quanto na narrativa, o que faz com que as revelações do que Julie e seus amigos fizeram e suas tentativas de continuar normalmente se destaquem fortemente". Ela afirmou que os personagens são profundamente falhos, mas que "Holland consegue resgatá-los pouco a pouco, enfatizando sua ingenuidade, juventude e arrependimento".

## Recepção
Uma edição do romance vinculada ao filme lançada pela Pocket Books em outubro de 1997 vendeu 517 mil cópias em novembro de 1998. Foi listado pela Publishers Weekly como o livro de ficção infantil mais vendido nos meses de outubro, novembro e dezembro de 1997. Uma edição em brochura de 1999 publicada pela Dell foi selecionada como a brochura mais popular de 2005 para jovens adultos pela American Library Association.
Um crítico da Kirkus Reviews sentiu que Barry e Helen "são tão vazios que dificilmente se importa se eles serão assassinados ou não". Ele afirmou que, apesar disso, o "assassino louco é habilmente escondido entre um bando de pistas falsas e, conforme ele se concentra em sua vingança, se transforma rapidamente arrepiante com um twist de identidade dupla". Jennifer Moody escreveu no The Times Literary Supplement que "o mistério de quem é o responsável pelas cartas, as ameaças e a violência é tratado com habilidade e brio". Ela acrescentou que Duncan "faz contrastes esclarecedores entre os relacionamentos de Julie e Ray, por um lado, e Helen e Barry, por outro". M. A. Orthofer da Complete Review deu ao livro uma classificação B−, afirmando que a história era um "thriller razoavelmente cheio de suspense e cheio de culpa", mas que "a escrita (e parte da trama) é muito, muito básica".

## Adaptações
O romance foi adaptado para um filme de 1997 com o mesmo nome, dirigido por Jim Gillespie e estrelado por Jennifer Love Hewitt como Julie, Sarah Michelle Gellar como Helen, Ryan Phillippe como Barry e Freddie Prinze Jr. como Ray. Embora tenha mantido a mesma premissa do romance, a história foi repensada como um filme slasher, com os quatro amigos sendo caçados por um assassino empunhando um gancho. Além de apresentar a morte de vários personagens, ao contrário do romance, o filme retrata os amigos atropelando acidentalmente um pescador, que sobrevive secretamente ao atropelamento e acaba sendo revelado como o assassino. Duncan criticou a adaptação, afirmando em uma entrevista de 2002 que ela estava "horrorizada" por sua história ter se transformado em um filme de terror. O filme recebeu críticas mistas, mas foi um sucesso comercial e gerou uma sequência direta em 1998 e um terceiro filme em 2006.
Uma série de televisão baseada no romance foi criada por Sara Goodman para o Amazon Prime Video em 2021.